# Karl Ludwig von der Schulenburg
Karl Ludwig Graf von der Schulenburg (* 26. Januar 1799 in Altenhausen; † 28. November 1880 ebenda) war ein preußischer Gutsbesitzer, Versicherungsdirektor und Abgeordneter.

## Leben
Von der Schulenburg war der Sohn des Gutsbesitzers August Graf von der Schulenburg auf Altenhausen und dessen Ehefrau Friederike Wilhelmine Dorothee von Kleist. Er und seine Brüder erhielten zunächst Hausunterricht. Ab 1815 besuchte er das Pädagogium des Klosters Unser Lieben Frauen zu Magdeburg und von Ostern 1818 studierte er in Berlin Rechtswissenschaften. Daneben besuchte er landwirtschaftliche Vorlesungen und erwarb Wissen über neue agronomische Methoden. 1821 kehrte er auf das elterliche Gut zurück, um den Vater bei der Bewirtschaftung der Güter zu unterstützen. Nach dem Tod seines Vaters übernahm er 1838 die Verwaltung des Gutes. Er wurde zunächst gemeinsam mit seinem Bruder Bernhard (1809–1872) Besitzer von Altenhausen. Nach Bernhards Tod 1872 war alleiniger Gutsherr. Er ließ das Schloss Altenhausen um mehrere Anbauten erweitern und setzte die von seinem Vater begonnenen umfangreichen Meliorationsarbeiten zur Ertragssteigerung der Felder fort.
1824 wurde von der Schulenburg Kreisdirektor der Magdeburgischen Land-Feuer-Societät. 1832 bis 1874 und 1879/80 war er Generaldirektors dieser Versicherung. Er machte sich in dieser Zeit um das Unternehmen verdient. Er setzte die Selbständigkeit und fortgesetzte Selbstverwaltung der Sozietät gegen den Provinziallandtag der Provinz Sachsen durch. Während seiner Amtszeit stieg die Gesamtversicherungssumme auf mehr als 415 Millionen. Mark.
Von der Schulenburg war langjährig als Kreisdeputierter tätig. Mehrmals wurde er interimistisch zum Verwalter das Landratsamt des Landkreises Neuhaldensleben bestellt. Wiederholt war er Mitglied im Provinziallandtag der Provinz Sachsen.